# NGC 3015
NGC 3015 је лентикуларна галаксија у сазвежђу Секстант која се налази на NGC листи објеката дубоког неба.
Деклинација објекта је + 1° 8' 43" а ректасцензија 9h 49m 22,9s. Привидна величина (магнитуда) објекта NGC 3015 износи 13,5 а фотографска магнитуда 14,5. NGC 3015 је још познат и под ознакама UGC 5261, MCG 0-25-20, CGCG 7-41, ARAK 218, IRAS 09468+0122, PGC 28240.